# Fritz Ohlhof
Fritz Ohlhof (* 3. Dezember 1889 in Hamburg; † 18. Februar 1946 in Mainz), in der Literatur findet sich teilweise auch die Schreibweise Fritz Ohlhoff, war ein sozialistischer Politiker und Gewerkschafter.

## Leben
Ohlhof wuchs in einem sozialdemokratischen, freireligiös orientierten Familie auf. Nach dem Besuch der Volksschule arbeitete Ohlhof in einem Anwaltsbüro. Bald darauf absolvierte er eine Ausbildung zum Handlungsgehilfen. 1908 nahm er eine Tätigkeit als Kontorist der Großeinkaufsgesellschaft deutscher Konsumvereine in Hamburg an. Ohlhof schloss sich der SPD an und war von 1908 bis 1911 als kaufmännischer Angestellter bei der Konsumgenossenschaften in Hamburg und in den Folgejahren bis 1921 als Hauptamtlicher bei freigewerkschaftlichen Angestelltenverbänden in Berlin tätig, wo er zeitweise auch dem Ortsvorstand der Charlottenburger SPD angehörte. Bereits 1911 heiratete er die aus Mainz stammende Katharina Bott. Vorübergehend hatte Ohlhof bis dahin mehrmals für kurze Zeit in Mainz gelebt.
Beim Parteitag der USPD in Halle vom 12. bis zum 17. Oktober 1920 war Ohlhof einer der Delegierten, die für die Vereinigung mit der KPD zur VKPD stimmte. Im Dezember 1920 wurde er Bezirkssekretär der VKPD in Pommern. Zugleich übernahm er eine Funktion im Zentralausschuss der Partei. Aufgrund innerparteilicher Differenzen trat Ohlhof im August 1921 aus der KPD aus und erneut in die SPD ein. Ohlhof übernahm eine Funktion in der „Presskommission“ des SPD-Zentralorgans Vorwärts. 1923 wurde er als Redakteur der örtlichen SPD-Tageszeitung Volkszeitung nach Mainz berufen, wo er 1927 auch ein Mandat in der Stadtverordnetenversammlung errang. Er lehnte die Ende der 1920er Jahre diskutierte Privatisierung der Gas- und Elektrizitätserzeugung ab und trug erheblich mit zur damaligen Gründung der kommunalen, bis heute existierenden „Kraftwerke Mainz-Wiesbaden“ bei. Angesichts der großen Wohnungsnot in Mainz war er 1928 auch einer der Initiatoren und Geschäftsführer der „Gemeinnützigen Bau- und Siedlungs-Gesellschaft e.G.m.b.H.“, welche die „Ebert-Siedlung“ errichtete. Ein wichtiges politisches Anliegen für Ohlhof blieb die Bekämpfung der Wohnungsnot durch den Bau von bezahlbaren Wohnungen für untere Einkommensschichten.
Der zum linken SPD-Flügel zählende Ohlhof war 1931 Mitbegründer der Mainzer Ortsgruppe der SAPD. Im November 1931 wurde er auf der SAPD-Liste in den Landtag des Volksstaates Hessen gewählt. Ohlhof bildete gemeinsam mit dem von der KPO stammenden Heinrich Galm die Parlamentsgruppe der SAPD. Anders als Galm verlor Ohlhof sein Mandat jedoch schon bei den Neuwahlen zum Landtag im Volksstaat Hessen im Juni 1932.
Nach der Machtübernahme der Nationalsozialisten war Ohlhof zahlreichen Repressalien ausgesetzt. Als Ohlhof im März 1933 von einem in Dresden stattfindenden Treffen der illegalen SAPD nach Mainz zurückkehren wollte, wurde er erstmals in „Schutzhaft“ genommen, die er im Konzentrationslager Osthofen verbrachte. Nach seiner Haftentlassung engagierte sich Ohlhof weiterhin im Widerstand gegen das NS-Regime im Rahmen illegaler Strukturen der SAPD. Diese konspirativen Gruppen wurden durch mehrere Verhaftungswellen 1935/36 zerschlagen. Am 4. Mai 1936 wurde er verhaftet. Ohlhof wurde mit neun anderen Widerstandskämpfern „Vorbereitung zum Hochverrat“ vorgeworfen. Die Verfolger verhörten ihn im Gestapogefängnis in Frankfurt/Main. Das Hessische Oberlandesgericht verurteilte Ohlhof Anfang Oktober 1936 zu einer Haftstrafe von sieben Jahren Zuchthaus, die er im Zuchthaus Butzbach verbüßte. Nach dem Ende der regulären Haftzeit überführte die Gestapo Ohlhof in das KZ Buchenwald, wo er am 24. Dezember 1943 eintraf (Häftlingsnummer: 30269). Im KZ Buchenwald gehörte er gemeinsam mit Erich Melcher zu einer Gruppe von ehemaligen SAPD-Mitgliedern, die eng mit den dort inhaftierten Trotzkisten kooperierte.
Nach der Befreiung des KZ Buchenwald kehrte Ohlhof Mitte Mai 1945 nach Mainz zurück. Er wurde in den Stadtausschuss berufen und baute die „Städtische Betreuungsstelle für politisch, rassisch und religiös Verfolgte“ auf. Außerdem wurde er von der französischen Militärverwaltung im Oktober 1945 in die Redaktion des „Neuen Mainzer Anzeigers“ berufen, die mit Vertretern aller politischen (demokratischen) Gruppierungen besetzt wurde. Ohlhof schloss sich der Anfang Februar 1946 wieder zugelassenen KPD an.
Am 18. Februar 1946 kam Ohlhof bei einem Autounfall ums Leben. Sein Grab befindet sich auf dem Hauptfriedhof Mainz.

## Ehrungen
In Mainz Hartenberg-Münchfeld ist eine Straße nach Fritz Ohlhof benannt.